# Daniel Carlsen

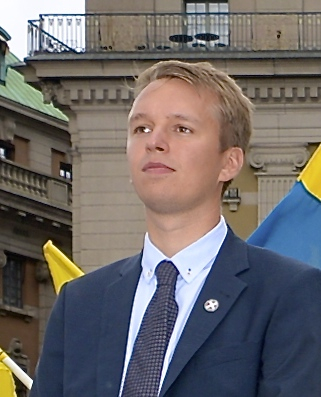
Daniel Carlsen während einer Demonstration der Svenskarnas parti in Stockholm (30. August 2014)

Daniel Carlsen (* 27. März 1990) ist ein dänischer rechtsextremer Politiker (Danskernes Parti).

## Politik
In den Jahren 2008 und 2009 wurde Carlsen in den Medien stark kritisiert und als Nazi bezeichnet. Er selbst bezeichnete sich 2011 als nationalistischen Politiker.
Bis er 2011 die Gruppe verließ, war er Mitglied der dänischen, nationalsozialistischen Bewegung, Danmarks Nationalsocialistiske Bevægelse (DNSB), und eine ihrer prominentesten Persönlichkeiten.
Am 10. Juni 2011 gründete er seine eigene Partei, die Danskernes Parti, deren Vorsitzender er bis 2017 war.
Am 19. November 2013 trat er als Kandidat in der kommunalen und regionalen Wahl zum ersten Mal an. In der Region Midtjylland bekam Carlsen 1087 Stimmen, und bei der Kommunalwahl in Aarhus 391 Stimmen. In beiden Fällen reichten die Stimmen nicht aus für den Einzug in den Gemeinde- beziehungsweise Regionalrat.
Carlsen gehört zu den 89 Personen aus der Europäischen Union, gegen die Russland – wie Ende Mai 2015 bekannt wurde – ein Einreiseverbot verhängt hat.
Am 24. Juni 2017 wurde öffentlich, dass Carlsen aus der DP ausgetreten sei, ohne die Parteimitglieder darüber zu informieren. Die übrige Parteileitung löste daraufhin die Partei auf.